# Griff (chanteuse)
Cet article possède des paronymes, voir Griffe, Grif (homonymie) et GRRIF.
Pour les articles homonymes, voir Griff.
Sarah Faith Griffiths dite Griff, née le 21 juin 2001 à Kings Langley, (Hertfordshire), est une chanteuse, auteure-compositrice-interprète et musicienne britannique d’origine jamaïco-chinoise.

## Discographie

### Albums studio
- 2019 : The Mirror Talk EP (EP)
- 2021 : One Foot In Front Of The Other
- 2024: Vertigo

En novembre 2021, Dua Lipa annonce que Griff assura en tant que première partie plusieurs dates européennes du Future Nostalgia Tour en 2022. En septembre 2022, elle chante à huit dates de la tournée +–=÷× d'Ed Sheeran. 
Durant l'été 2023, elle fait la première partie du groupe britannique Coldplay lors de plusieurs dates européennes de la tournée mondiale Music of the Spheres, notamment au Portugal, Suisse, Danemark, Suède et au Pays-Bas. Elle profite de l'occasion pour proposer de nouveaux titres inédits, notamment lors de son passage à Zurich, où elle chante pour la première fois "Vertigo" et "19th Hour" alors que leurs sorties est prévue plusieurs mois plus tard. 
En août 2023, elle sort le single "Vertigo". Sur Instagram Taylor Swift fait promotion du single auprès de ses fans en disant qu'elle "aimait" la chanson. En octobre 2023, elle sort un EP "Vert1go Vol. 1" qui contient en plus du single "Vertigo", trois  autres titres : "19th Hour", "Into the Walls" et "Astronaut". Ce dernier titre a notamment été écrit en collaboration avec le chanteur principal de Coldplay, Chris Martin.
En juin 2024, elle a assuré la première partie de Taylor Swift sur une date sa tournée The Era's Tour, à Londres. En novembre 2024, en pleine tournée mondiale "Vertigo World Tour", elle sort un nouveau single: "Last night's mascara".
En août 2025, elle assure la première partie de Gracie Abrams sur trois dates sa tournée The Secret Of Us Tour, aux Etats-Unis.

## Distinctions
Elle remporte le Brit Awards 2021 pour Rising Star.